# Lept

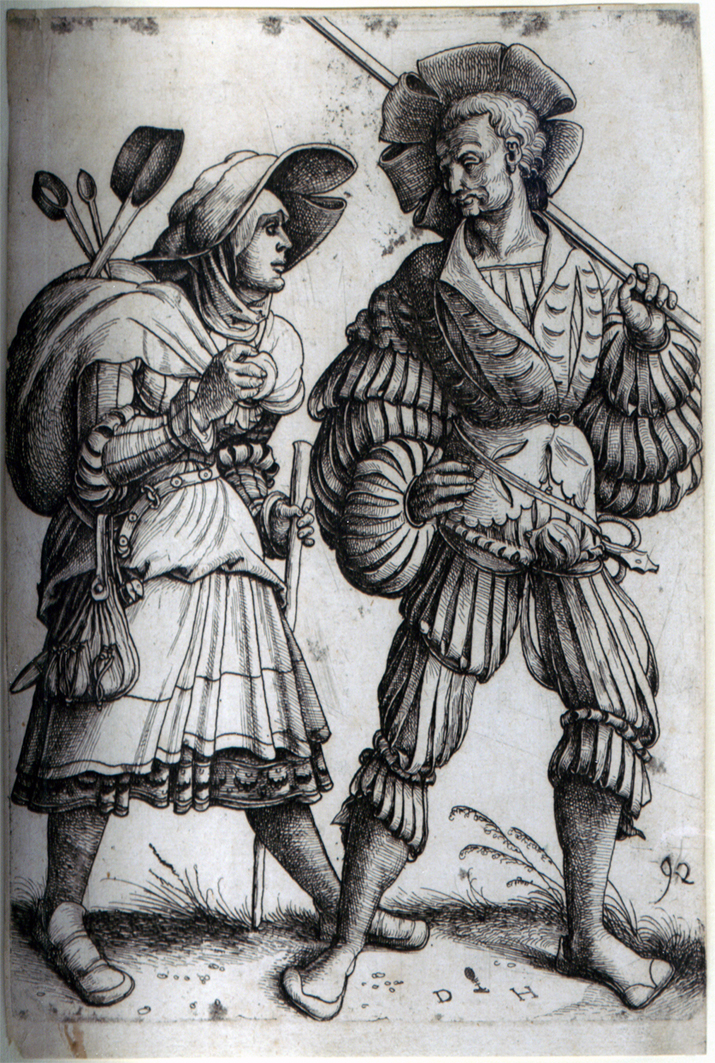
grafika vytvořená leptem

Lept je grafická technika tisku z hloubky. V mezinárodním značení má symbol C3. Podrobně jsou techniky leptu popsány v souvisejících článcích